# Лужнянка
Лужнянка (словац. Lúžňanka) — річка в Словаччині; права притока Ревуци, протікає в окрузі Ружомберок.
Довжина — 12.5 км. На її берегах знаходиться пам'ятка природи Меандри Лужнянки.
Витікає в масиві Низькі Татри — частина Дюмб'єрські Татри (схил гори Латиборська Голя) — на висоті 1295 метрів.
Протікає селом Ліптовська Лужна. Впадає у Ревуцу біля села Ліптовська Осада на висоті 595 метрів.